# Battlefield 2: Modern Combat
Battlefield 2: Modern Combat är det första konsolspelet i "Battlefield"-serien. Spelet släpptes i Europa den 25 oktober 2005 till både PlayStation 2 och Xbox. Därefter lanserades det den 14 april 2006 även till Xbox 360. Spelet innehåller ett enspelarspelläge och ett flerspelarspelläge. Modern Combat låter upp till 24 spelare delta samtidigt i strider på det moderna slagfältet med alla de senaste vapnen och fordonen. 
I början av 2010 meddelade EA att man den 15 april 2010 kommer att stänga ner servrarna för Xbox (original).

## Gameplay
Precis som i föregångaren, Battlefield 2, handlar spelet om konflikten mellan Folkrepubliken Kina och Mellanösternkoalitionen mot Europeiska unionen och Förenta staterna. I Modern Combat finns det 5 soldatklasser att välja mellan: Engineer, Special Ops, Assault, Sniper och Support. En Engineer bär på ett hagelgevär, ett raketgevär, en pistol och en blåslampa för att kunna laga fordon. En Spec Ops bär på en kulsprutepistol, en Ljuddämpad pistol, distraktionsgranater, en kniv och C4-bomber. En Assault bär på en automatkarbin med en monterad granatkastare, en pistol samt hand- och rökgranater. En Sniper bär på ett prickskyttegevär, en ljuddämpad pistol, en GPS (som visar var fiender befinner sig), rökgranater och en laserdetektor. En Support bär på en lätt kulspruta, en pistol, en autoinjektor (som helar kamrater eller själva spelaren), handgranater och en kontroll som kan kalla på artilleri. Dessutom finns det många fordon att använda på land (såsom stridsvagnar och transportfordon), i luften (helikoptrar) och på vatten (patrullbåtar).
Dessutom har spelet en unik funktion: spelaren kan byta kroppar med sina kamrater för att komma till eller komplettera ett mål mer effektivt. Denna funktion kallas för "Hot-swap".

## Flerspelarspel
Flerspelarspeldelen har stöd för 24 spelare online. Flerspelarspel skiljer sig från enspelarspeldelen av spelet då saker som kontroll-, vapen-, ljud- och rörelsesystemet har ändrats från enspelarspelläget för att kunna balansera spelet. Det finns militära grader att låsa upp och medaljer att erhålla. Spelaren börjar som menig (private), som senare låser upp nya grader genom att få medaljer och poäng. Det finns två flerspelarspellägen som man kan tävla i: 
- Conquest - där spelarna måste erövra ett par kontrollpunkter i form av flaggor utspridda på spelbanan och försvara dem tills fiendens respawn-biljetter (som man använder för att kunna återvända till matchen så fort man har blivit dödad) tar slut. Varje dödad fiende gör så att fienden förlorar en biljett, och fiendens biljetter minskas permanent när ett lag kontrollerar mer än hälften av flaggorna på kartan.
- Capture the Flag - där spelare måste erövra motståndarlagets flagga för att kunna vinna. Kartorna i detta läge är mindre än dem i Conquest, vilket gör att man måste använda sig av stridsfordon för att skaffa flaggor.

## Musik
Soundtracket till Battlefield 2: Modern Combat gavs ut den 1 december 2006. Det innehåller 14 låtar komponerade av Rupert Gregson-Williams, som är bror till den berömda filmkompositören Harry Gregson-Williams.
- 1. BF Menu Music (3:19)
- 2. Headshot (6:02)
- 3. End Of The Line (5:59)
- 4. Bunker Bust (4:14)
- 5. Air Traffic Control (3:23)
- 6. Heavy Tonnage (4:28)
- 7. Zone 2 China (5:05)
- 8. Big Bang (4:14)
- 9. China Final (9:01)
- 10. Chopper Catching Flak (3:40)
- 11. Defend The Villages (5:39)
- 12. Helicopter Recon (4:00)
- 13. Nato Final (8:12)
- 14. River Mission (4:12)

## Mottagande
| Mottagande      | Mottagande                               |
| Samlingsbetyg   | Samlingsbetyg                            |
| Tjänst          | Betyg                                    |
| --------------- | ---------------------------------------- |
| Gamerankings    | (Xbox) 81.03% (PS2) 80.87% (X360) 77.36% |
| Moby Games      | (Xbox) 80/100 (PS2) 80/100 (X360) 77/100 |
| Recensionsbetyg |                                          |
| Publikation     | Betyg                                    |
| 1UP.com         | B+                                       |
| Gamespot        | 7.3/10                                   |
| IGN             | 8.5/10                                   |
| Videogamer.com  | 6/10                                     |
| Gamereactor     | (PS2, Xbox) 7/10 (X360) 8/10             |

Modern Combat har överlag fått rätt så positiva betyg från många spelkritiker.